# Xã Woodhull, Michigan
Xã Woodhull (tiếng Anh: Woodhull Township) là một xã thuộc quận Shiawassee, tiểu bang Michigan, Hoa Kỳ. Năm 2010, dân số của xã này là 3.810 người.